# 世界大战 (2005年电影)
是一部於2005年上映的美國科幻災難電影，為斯蒂芬·斯皮尔伯格執導，喬許·費德曼及大衛·柯普共同編劇，劇情根據H·G·威爾斯的1898年同名小說改編。湯姆·克魯斯、達科塔·芬妮、賈斯汀·查特文、米兰达·奥图以及蒂姆·罗宾斯等人主演，摩根·費曼聲演旁白。

## 劇情
世界各地開始出現極端天氣，怪雲、暴風雨、大面積停電等。在美國紐約市，26道閃電連續擊中了街道的同一處，隨後一架巨型的三腳戰機由地面爆出，並用殺人光線瞬間摧毀了附近的一切，現場頓成人間煉獄；由於三腳戰機帶有透明的防護罩，所以軍方發射的砲彈對其毫髮無損。 雷·費爾（湯姆·克魯斯飾）帶著一對兒女——羅比和瑞秋逃走，這時他才發現保護家人是他唯一的生存職責。
他們打算去波士頓找雷已離婚的妻子及岳父母，未料前往波士頓的輪船卻被從水中出現的三腳戰機掀翻，他們好不容易才躲過一劫。中途羅比不顧雷的勸阻執意要去參軍，雷只好帶著瑞秋躲在一間廢棄農舍的地下室，跟他們在一起的還有神經質的哈倫·奧格威；過程中還一度見到下地下室探查的外星人。由於發瘋的奧格威執意要去對付外星人，雷怕連累女兒只好將他殺死。但瑞秋在外被一台三腳戰機抓走，雷為了救她便在戰機內部引爆手榴彈，成功炸毀了該台三腳戰機。
雷與瑞秋來到已部分遭毀的波士頓，發現一群鳥圍在三腳戰機外圍，雷據此判定防護罩已消失，並將此發現告訴軍方，讓他們發動反擊。原來外星人來到地球呼吸空氣及飲水，因不能適應病毒細菌等微生物而癱瘓。雷最後與家人團聚。

## 演員
- 湯姆·克魯斯 飾 雷·費洛（Ray Ferrier）
- 達科塔·芬妮 飾 瑞秋·費洛（Rachel Ferrier）
- 賈斯汀·查特溫 飾 羅比·費洛（Robbie Ferrier）
- 米蘭達·奧圖 飾 瑪莉安·費洛（Mary Ann Ferrier）
- 提姆·羅賓斯 飾 哈倫·奧吉維（Harlan Ogilvy）
- 瑞克·岡薩雷斯 飾 文森特（Vincent）
- 尤伯·巴斯克斯（英语：Yul Vazquez） 飾 胡里奧（Julio）
- 麗莎·安·瓦特（英语：Lisa Ann Walter） 飾 雪洛（Cheryl）
- 安·羅賓遜（英语：Ann Robinson） 飾 祖母（羅賓遜曾在1953年的電影版本中飾演女主角西爾維婭·范·布倫）
- 吉恩·貝瑞（英语：Gene Barry） 飾 祖父（貝瑞曾在1953年的電影版本中飾演男主角克萊頓·佛瑞斯特博士）
- 大衛·阿蘭·巴斯凱 飾 提姆（Tim）
- 羅茲·艾布拉姆斯（英语：Roz Abrams） 飾 自己
- 摩根·費曼 飾 旁白（聲演）
- 卓寧·泰坦 飾 教堂內的男孩（刪除場景）

## 製作

### 拍攝
取景地點包含維吉尼亞州、康乃狄克州、紐澤西州、加利福尼亞州和紐約州。攝影持續了72天。

## 發行
《世界大戰》於2005年6月23日在齊格菲爾德劇院首映。湯姆·克魯斯在那裡透露了他與凱蒂·荷姆斯之間的關係。六天後的6月29日，電影大約在美國的3,908家劇院發行。

### 評價
電影收穫了普遍影評人的好評。根據爛蕃茄上收集的251篇專業影評文章，其中186篇給出了「新鮮」的正面評價，「新鮮度」為74%，平均得分7分（滿分10分），而基於另一影評網站Metacritic上的40篇評論文章，其中33篇予以好評，1篇差評，6篇褒貶不一，平均分為73（滿分100）。

## 外部連結
- 開眼電影網上《世界大戰》的資料（繁體中文）
- 豆瓣电影上《世界之战》的資料 （简体中文）
- 时光网上《世界大战》的資料（简体中文）
- 爛番茄上《世界大戰》的資料（英文）
- Box Office Mojo上《世界大戰》的資料（英文）
- TCM电影资料库上《世界大戰》的资料（英文）
- Metacritic上《世界大戰》的資料（英文）
- 互联网电影数据库（IMDb）上《世界大戰》的资料（英文）